# Manteo Mitchell
Manteo Mitchell, född den 6 juli 1987 i Shelby, North Carolina, är en amerikansk friidrottare inom kortdistanslöpning.
Han ingick i USA:s lag som tog OS-silver på 4 x 400 meter stafett vid friidrottstävlingarna 2012 i London.